# Montreal Island
Montreal Island är en ö i Kanada.   Den ligger i territoriet Nunavut, i den nordöstra delen av landet, 2 800 km nordväst om huvudstaden Ottawa. Arean är 25,0 kvadratkilometer.
Terrängen på Montreal Island är mycket platt. Öns högsta punkt är 30 meter över havet. Den sträcker sig 8,0 kilometer i nord-sydlig riktning, och 8,1 kilometer i öst-västlig riktning.